# Velký Potočný
Velký Potočný je přírodní památka severozápadně od Kestřan v okrese Písek. Vyhlášena byla k ochraně Velkého potočného rybníka, který je významný výskytem chráněných druhů rostlin a živočichů. Nachází se v katastrálním území Staré Kestřany asi jeden kilometr od vesnice. Chráněné území spravuje Krajský úřad Jihočeského kraje.

## Přírodní poměry
Rozloha přírodní památky je 38,95 hektarů a nachází se v nadmořské výšce 378–380 metrů. Vyhlášené ochranné pásmo měří 2,91 hektarů. Důvodem ochrany je výskyt chráněných druhů rostlin a živočichů.
Velký Potočný leží na rozhraní geomorfologických celků Českobudějovická pánev a Táborská pahorkatina. V Českobudějovické pánvi spadá do podcelku Putimská pánev a okrsku Kestřanská pánev. Severní cíp rybníka patří do Táborské pahorkatiny, ve které patří do podcelku Písecká pahorkatina a okrsku Zvíkovská pahorkatina. Rybníkem protéká Brložský potok, která je levým přítokem Otavy.

### Flora
Na obnažených březích rybníka je možné ze vzácných rostlinných druhů spatřit např. šáchor hnědý (Cyperus fuscus), bezosetku štětinovitou (Isolepis setacea), ostřici šáchorovitou (Carex bohemica) a jiné.

### Fauna
Z živočichů se zde vyskytuje převážně ptáci jako chřástal vodní (Rallus aquaticus), rákosník velký (Acrocephalus arundinaceus), husa velká (Anser anser), potápka roháč (Podiceps cristatus), potápka černokrká (Podiceps nigricollis), potápka malá (Tachybaptus ruficollis), moták pochop (Circus aeruginosus), žluva hajní (Oriolus oriolus), ťuhýk obecný (Lanius collurio) či výr velký (Bubo bubo).
Lokalita je významnou migrační zastávkou ptáků. Vyjma ptáků se zde objevují také obojživelníci jako např. skokan zelený (Pelophylax esculentus).